# Parisette
Parisette er en fransk stumfilm fra 1921 af Louis Feuillade.

## Medvirkende
- Sandra Milovanoff som Parisette
- Georges Biscot som Cogolin
- Fernand Herrmann som Stephan
- Édouard Mathé som Pedro Alvarez
- René Clair som Jean Vernier
- Henri-Amédée Charpentier som Lapusse
- Jeanne Rollette som Mélanie Parent
- Jane Grey som Mme. Stephan